# Підлісівське нафтове родовище
Підлісівське нафтове родовище — належить до Бориславсько-Покутського нафтогазоносного району Передкарпатської нафтогазоносної області Західного нафтогазоносного регіону України.

## Опис
Розташоване у Рожнятівському районі Івано-Франківської області на відстані 9 км від м. Рожнятів.
Приурочене до другого ярусу складок центр. частини Бориславсько-Покутської зони. Луквинська структура виявлена в 1962 р. Родовище відкрите в 1985 р. В утвореннях менілітової світи Луквинська структура є асиметричною антикліналлю північно-західного простягання. Поперечним скидозсувом з вертикальною амплітудою до 400 м структура розбита на 2 блоки, які являють собою окремі гідродинамічні системи. Розміри структури 5х1-2 м, висота до 100 м. В 1985 р. з відкладів верхньоменілітової підсвіти з інт. 2970-2990 м отримано фонтан нафти 29,1 т та розчиненого газу 60,5 тис. м³ на добу через діафрагму 8 мм. 
Поклади пластові, склепінчасті, тектонічно екрановані. Режим Покладів пружний та розчиненого газу. Колектори — пісковики та алевроліти. 
Експлуатується з 1986 р. Запаси початкові видобувні категорій А+В+С1: нафти — 285 тис. т; розчиненого газу — 55 млн. м³. Густина дегазованої нафти 856-861 кг/м³. Вміст сірки у нафті 0,02-0,54 мас.%. 